# Rechtsfähigkeit
Rechtsfähig ist, wer über Rechte und Rechtspflichten verfügt und deshalb rechtsgestaltende Handlungen (Stufenbau der Rechtsordnung) vornehmen kann.

## Anwendungsbereich
Über Rechtsfähigkeit verfügen von Natur aus nur Menschen, denn sie sind Sender und Adressat der umfassten Gebote (Rechtswissenschaft) der Rechtsordnung. Nur sie verstehen ihren Sinn und können sich nach ihnen richten. Selbiges gilt für rechtsgestaltende Handlungen. Daneben können auch Verbünde von Menschen, juristische Personen, insbesondere private Vereinigungen und öffentliche Körperschaften, von Rechtspflichten und Rechten (z. B. als Eigentümer) betroffen sein. Wird unter „Recht“ eine Ordnung menschlichen Verhaltens verstanden, so sind die Pflichten und Befugnisse einer juristischen Person den Menschen zuzurechnen, die in dem Verband organisiert sind, wobei die Verbandsverfassung näher bestimmt, wer welche Pflichten des Verbandes zu erfüllen hat und wer dafür zuständig ist, bestimmte Befugnisse des Verbandes auszuüben (Kompetenz).
Wer oder was rechtsfähig und damit Rechtssubjekt ist, legt die jeweilige Rechtsordnung fest. Ob eine Rechtsordnung einem Menschen die Rechtssubjektivität absprechen kann, ist eine Frage der Menschenrechte.
Im römischen Recht waren Sklaven beispielsweise (sachengleiche) Rechtsobjekte, nicht etwa Rechtssubjekte. Für den Rechtspositivismus war dies geltendes Recht. Nach Auffassung von Hans Kelsen sind in gewissem Sinne alle Rechtssubjekte innerhalb einer Rechtsordnung als „juristische Personen“ zu betrachten. Die Unterscheidung erfolgt gleichwohl üblicherweise durch Einteilung in natürliche und juristische Personen.
In einem weiten Sinn sind juristische Personen alle Rechtssubjekte einer Rechtsordnung, die nicht natürliche Personen sind. In einem engeren Sinn sind juristische Personen nur solche Rechtssubjekte, die nicht natürliche Personen sind und deren Rechtsfähigkeit von der jeweiligen Rechtsordnung ausdrücklich anerkannt ist.
Beispiel: Die Gesellschaft bürgerlichen Rechts wird in Deutschland nicht als juristische Person (im engeren Sinn) angesehen. Auf Grund ihrer Rechtsfähigkeit (in der Rechtsprechung seit 2001) ist sie gleichwohl Rechtssubjekt wie auch sonstige Gesamthandsgemeinschaften.
Gegenbeispiel: ARD ZDF Deutschlandradio Beitragsservice (Nachfolger der GEZ) ist eine öffentlich-rechtliche, nicht rechtsfähige Gemeinschaftseinrichtung.

## Rechtsfähigkeit im Völkerrecht
Gewöhnlich werden nur souveräne Staaten als Völkerrechtssubjekte angesehen, Völker und Nationen aber nicht. Obwohl Völker demgemäß auch nicht als Rechtsträger betrachtet werden, steht ihnen das Selbstbestimmungsrecht der Völker zu. Um die dadurch entstandene Problematik der Verwirklichung des Selbstbestimmungsrechtes zu umgehen, wird gewöhnlich die Missachtung des Selbstbestimmungsrechts durch einen Staat als Verstoß gewertet.

## Einzeldarstellungen
Die Rechtsfähigkeit in einzelnen Rechtsordnungen:
- Rechtsfähigkeit (Deutschland)
- Rechtsfähigkeit (Liechtenstein)
- Rechtsfähigkeit (Österreich)
- Rechtsfähigkeit (Schweiz)
- Rechtsfähigkeit (Italien)